# Prielom Nitrice
Prielom Nitrice je přírodní památka v katastrálním území obce Valaská Belá v okrese Prievidza v Trenčínském kraji na Slovensku. Území bylo vyhlášeno v roce 1990 a jeho rozloha je 6,83 hektaru. Předmětem ochrany je kaňon říčky Nitrice.